# Uncontrollably Fond
Uncontrollably Fond (en hangul, 함부로 애틋하게; romanización revisada, Hamburo Aeteuthage), conocida en español como Incontrolablemente enamorados, es una serie de televisión surcoreana de comedia romántica, transmitida por KBS 2TV desde el 6 de julio, hasta el 8 de septiembre de 2016, protagonizada por Kim Woo Bin y Bae Suzy.

## Sinopsis
Shin Joon-young y Noh Eul eran una pareja que fue separada durante su infancia debido a una relación nefasta, pero se encuentran de nuevo ya avanzadas sus vidas. Joon-young es ahora un exitoso actor y cantante, mientras que Eul es una productora de documentales; sin embargo, no siempre tuvieron buenas vidas, ella tuvo una infancia dura, pues su padre murió en un accidente automovilístico, provocando que dejase la escuela y tuviera que hacer una vida cuidándose a sí misma y a su hermano.
Joon-young, por otro lado, tenía su vida completamente planeada. Su madre le quería ver convertirse en un fiscal para seguir los pasos de su padre, pero un incidente terrible causa que renuncie a la facultad de derecho y que termine convirtiéndose en un cantante y actor. Los dos se vuelven a ver cuando a Eul le otorgan la misión de filmar un documental de la estrella Joon-young. Él inicialmente no da cuenta de que es Eul, provocándole desagradables momentos, hasta que finalmente acepta hacer el documental e incluso planea conquistarla de nuevo. Pero lo que ella no sabe es que el tiene una terrible enfermedad que hace que solo le queden 3 meses de vida.

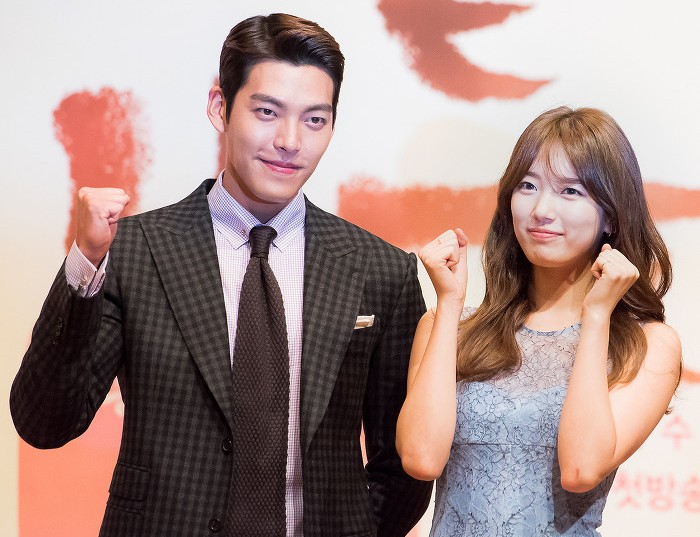
Woo-bin y Suzy, durante la conferencia de prensa de la serie, el 4 de julio de 2016

## Reparto

### Personajes principales

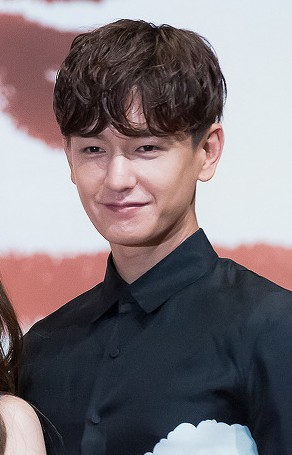
Im Joo-hwan, que interpreta a Ji-tae.

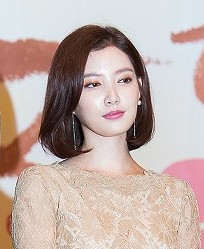
Im Joo-eun, que interpreta a Jung-eun.

- Kim Woo-bin como Shin Joon-young.
- Bae Suzy como Noh Eul.
- Im Joo-hwan como Choi Ji-tae.[3]
- Im Joo-eun como Yoon Jung-eun.[3]

### Personajes secundarios
Relacionados de Joon-young
- Jin Kyung como Shin Young-ok.[4]
- Choi Moo-sung como Jang Jung-shik.[4][5]
- Hwang Jung-min como Jang Jung-ja.
- Park Soo-young como Namkoong.[6]
- Jung Soo Kyo como Jang Kook-young.
- Jang Hee-ryung como Jang Man-ok.[7]

Relacionados de Eul
- Lee Won-jong como Noh Jang-soo.
- Lee Seo-won como Noh Jik.
- Kim Min-young como Ko Na-ri.
- Kim Jae-hwa como Kim Bong-seok.

Relacionados de Ji-tae
- Yoo Oh-sung como Choi Hyun-joon.[4][5]
- Jung Sun-kyung como Lee Eun-soo.[4][5]
- Ryu Won como Choi Ha-roo.[7]

Relacionados de Jung-eun
- Jung Dong-hwan como Yoon Sung-ho.

### Otros personajes
- Kim Ki-bang.
- Lee Elijah como Kim Yoo-na.

### Apariciones especiales
- Kim Byeong-ok como Hyun-gil.

## Producción
Uncontrollably Fond comenzó sus grabaciones el 26 de noviembre de 2015, finalizando el 12 de abril de 2016.

## Recepción
Pese a no haber obtenido un desempeño relativamente bueno en Corea del Sur compitiendo directamente contra W que logró ganarle, y Jealously Incarnate, esta última, la más vista de las tres; en China, donde los derechos de emisión fueron comprados por Youku, obtuvo un inicio exitoso, ya que los primeros dos episodios registraron 44 millones de visitas en seis días. Por otro lado, en Weibo, los resultados de búsqueda arrojaron 17.6 mil millones inicialmente, hasta incrementarse a 500 mil millones, tras el episodio final.
Pese a obtener más de 700 millones de reproducciones en Youku, Uncontrollably Fond y su desempeño en la televisión surcoreana, fue calificada por diferentes portales de internet como «El fracaso más grande del Hallyu, del año», debido al horario expuesto y la imposibilidad de competir contra los actores Lee Jong Suk (en W) y Gong Hyo Jin (en Celos encarnados), que suelen ser considerados como los favoritos de la audiencia.

### Curiosidades[17]
. El drama empezó a filmarse el 26 de noviembre de 2015, y se terminó las grabaciones incluso antes de que este fuera emitido al aire, así fue el segundo drama de KBS.
. Se sabe que con tan solo transmitirse los dos primeros episodios, el drama superó los 40 millones de reproducciones, siendo uno de los dramas más vistos.

### Audiencia
En Azul la audiencia más baja y en rojo la más alta, correspondientes a las empresas medidoras TNms y AGB Nielsen.
| Ep. #    | Fecha de estreno        | Share        | Share        | Share       | Share       |
| Ep. #    | Fecha de estreno        | TNmS Ratings | TNmS Ratings | AGB Nielsen | AGB Nielsen |
| Ep. #    | Fecha de estreno        | Nacional     | Seúl         | Nacional    | Seúl        |
| -------- | ----------------------- | ------------ | ------------ | ----------- | ----------- |
| 1        | 6 de julio de 2016      | 11.5 %       | 12.7 %       | 12.5 %      | 13.8 %      |
| 2        | 7 de julio de 2016      | 9.3 %        | 9.4 %        | 12.5 %      | 12.8 %      |
| 3        | 13 de julio de 2016     | 10.7 %       | 12.3 %       | 11.9 %      | 13.3 %      |
| 4        | 14 de julio de 2016     | 10.4 %       | 10.9 %       | 11.0 %      | 12.0 %      |
| 5        | 20 de julio de 2016     | 10.9 %       | 11.4 %       | 12.9 %      | 14.0 %      |
| 6        | 21 de julio de 2016     | 10.0 %       | 10.9 %       | 11.1 %      | 11.5 %      |
| 7        | 27 de julio de 2016     | 8.7 %        | 9.4 %        | 8.6 %       | 9.5 %       |
| 8        | 28 de julio de 2016     | 8.0 %        | 9.5 %        | 8.9 %       | 10.1 %      |
| 9        | 3 de agosto de 2016     | 7.0 %        | 8.0 %        | 8.2 %       | 9.0 %       |
| 10       | 4 de agosto de 2016     | 7.1 %        | 7.6 %        | 8.1 %       | 9.0 %       |
| 11       | 10 de agosto de 2016    | 7.3 %        | 8.1 %        | 7.9 %       | 7.8 %       |
| 12       | 11 de agosto de 2016    | 9.6 %        | 9.9 %        | 9.9 %       | 10.6 %      |
| 13       | 17 de agosto de 2016    | 6.8 %        | 6.8 %        | 8.0 %       | 8.6 %       |
| 14       | 18 de agosto de 2016    | 6.6 %        | 6.9 %        | 8.7 %       | 9.6 %       |
| 15       | 24 de agosto de 2016    | 6.4 %        | —            | 8.0 %       | 8.4 %       |
| 16       | 25 de agosto de 2016    | 6.1 %        | —            | 7.7 %       | 8.4 %       |
| 17       | 31 de agosto de 2016    | 7.0 %        | 6.1 %        | 8.0 %       | 8.0 %       |
| 18       | 1 de septiembre de 2016 | 7.2 %        | 6.8 %        | 7.9 %       | 8.5 %       |
| 19       | 7 de septiembre de 2016 | 7.2 %        | 8.0 %        | 8.0 %       | 7.6 %       |
| 20       | 8 de septiembre de 2016 | 7.4 %        | —            | 8.4 %       | 9.0 %       |
| Promedio | Promedio                | 8.2 %        | —            | 9.4 %       | 10.1 %      |

## Emisión internacional
- Filipinas: Asianovela Channel (2018).
- Hong Kong: Now Entertainment (2016).
- Singapur: E-City (2016).
- Tailandia: Channel 8 (2016).
- Taiwán: Videoland Drama (2016), CTV (2016) y Star (2016).
- Vietnam: HTV2 (2016).